# 波蘭對德意志人的驅逐

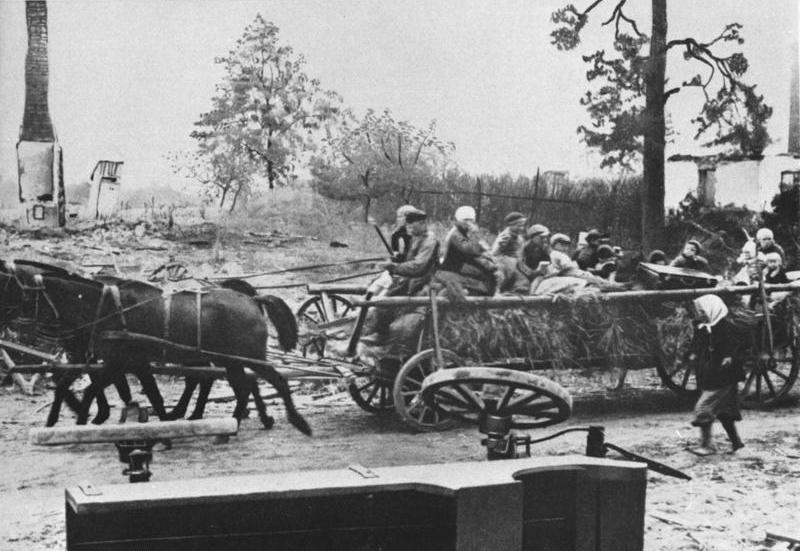
難民逃離東普魯士

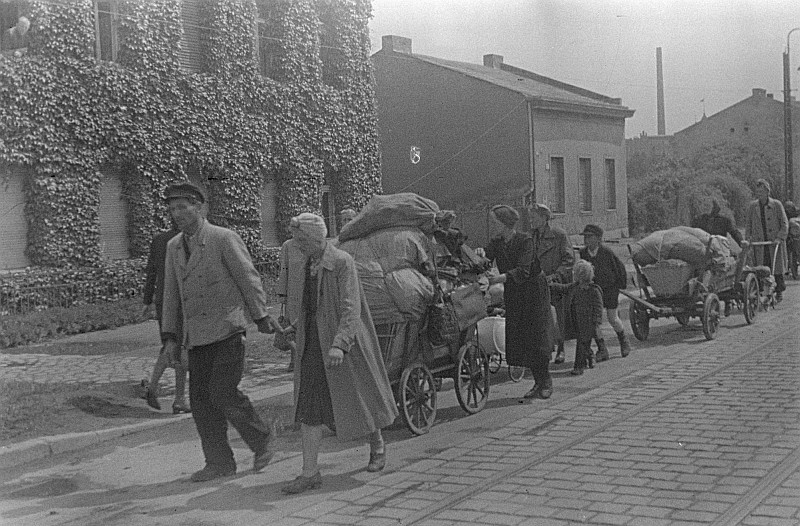
東部地區的難民

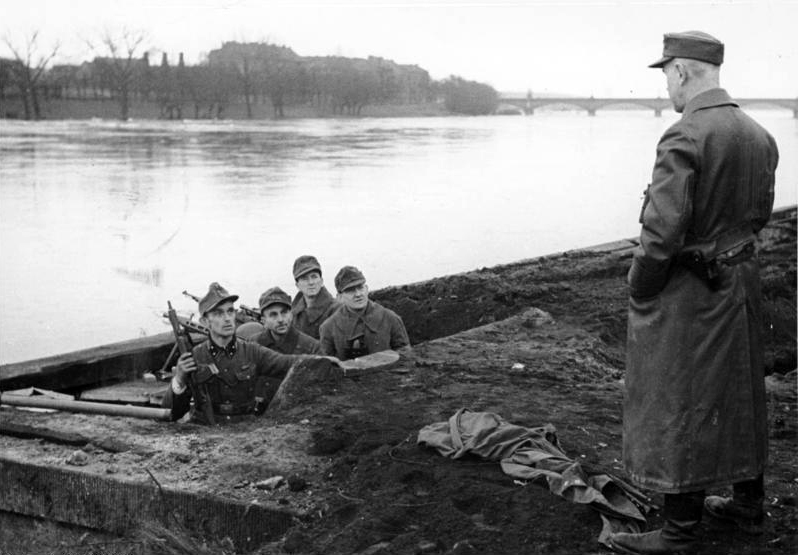
1945年2月，在奥得河畔法兰克福（今天的边境城镇）接受命令的人民衝鋒队

德国人从波兰的逃離和驱逐是二战期间和之后欧洲一系列德国人的逃離和驱逐中规模最大的一次。德国人逃离或被驱逐出目前在波兰领土边界内的所有地区，包括战后被波兰吞并的德国前东部领土和战前波兰的部分地区。到1950年撤离、迁移或驱逐的西德政府数字总计8,030,000（6,981,000来自德国的前东部领土；290,800来自但泽，688,000来自战前波兰和170,000波罗的海德国人在战争期间重新定居在波兰）。西德政府的研究表明，从1951年到1982年从波兰移民的德国人人数为894,000人；根据德国联邦驱逐者法，他们也被视为驱逐者。

## 历史背景

### 二战前
德意志人在现今波兰领土上定居的历史非常久远，可以追溯到中世纪。德意志人一直在向东殖民，这一点可以从神圣罗马帝国东部边界和普鲁士的东部边界的区别看出（神圣罗马帝国东部边界大致沿着奥德河-西里西亚东界一线延申，不包括普鲁士的波美拉尼亚东部-波森省-东普鲁士-西普鲁士等东部省份）。奥德河-尼斯河以东德意志人的殖民是民间自发和官方许可甚至鼓励的，波美拉尼亚和西里西亚是最早被德意志人殖民的地区，后来的波兰-立陶宛联邦后期的西部边界经常在这两个地区以东。
一战之前德国的波森省和西普鲁士省是波兰人和德国人混居的地区，但不仅仅是经济，德国人的人口也在这里占据主导地位，因此这里属于是传统意义上的德国领土，而波兰中部也有少量德国移民社区，因为18世纪末普鲁士参与瓜分波兰，因此波兰中部曾一度是普鲁士的国土，而普鲁士政府鼓励西边的德国人向东定居并驱逐波兰原住民。一战后被割让的上述两省内德国人的遭遇一直是德国民族主义者宣传的重点，虽然这些故事或多或少都有加工和篡改的部分，但并不能阻止包括希特勒在内的德国极端民族主义分子收复故土的决心。

### 二战期间
纳粹德国占领波兰后在波兰的领土上设立省份并由帝国直接管理。在此期间，苏联和德国进行过一次人口交换，将生活在波兰第二共和国东部（寇松线以东）省份的德国人接回德国，这些人大多被安置在前波兰东部省份。
战争期间德国军队甚至是德国平民（主要是纳粹分子和极端民族主义者）的所作所为对波兰人的心理造成了极大的伤害，纳粹政府将犹太人和斯拉夫人视为低等人种，因此在战争期间的强迫劳动现象非常常见，这造成大量波兰人非正常死亡。
二战期间，波兰流亡政府就已经下定决心驱逐在波兰领土上的德意志人。德国入侵波兰时，德国人对波兰公民进行了大屠杀、强奸和抢劫，此外还列出了要送往德国集中营的人的名单。波兰人希望将来避免此类事件再次发生，因此，波兰流亡当局早在1941年就提议对德国人进行人口转移。
1941年，波兰流亡政府的瓦迪斯瓦夫·西科尔斯基坚持要将“德国人（……）远远地赶回（西方）”，波兰外交部长奥古斯特·扎莱斯基早在1940年2月就表示，将德国人驱逐出东普鲁士和战前的波兰已成为战争目标。

### 战后

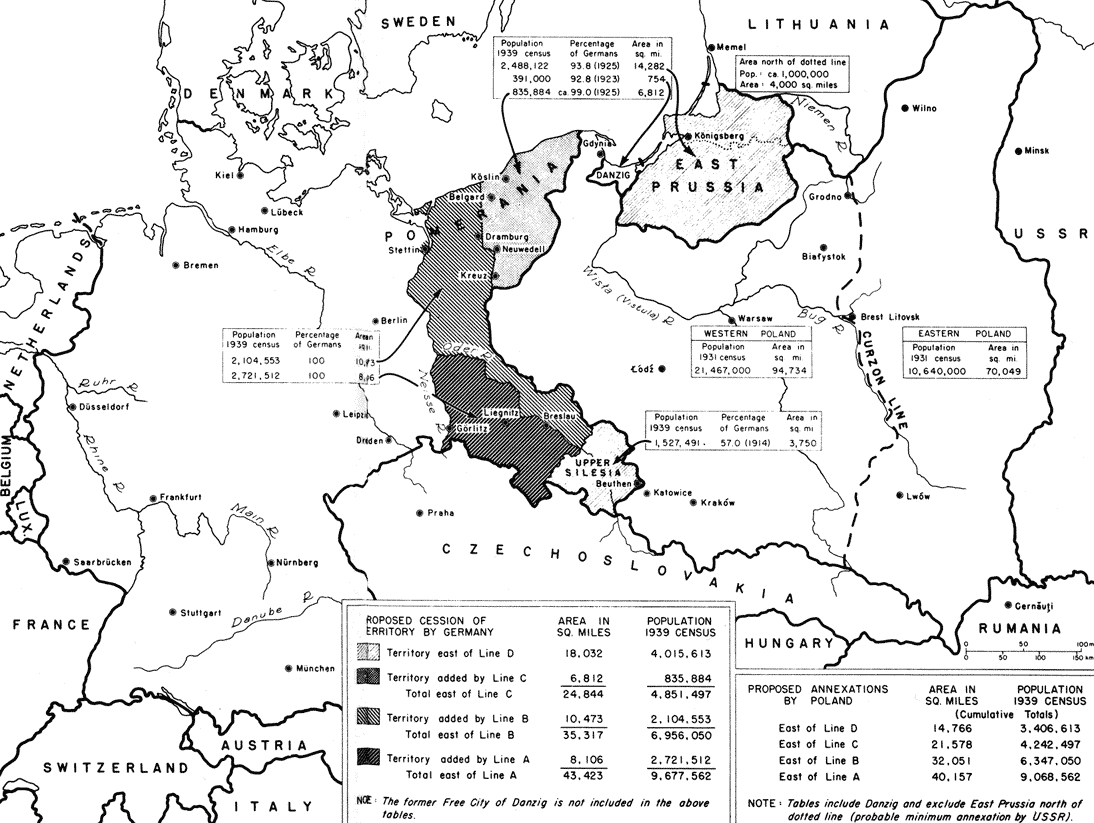
盟军地图用于确定在不同边境情景下必须从德国东部领土驱逐的德国人数（基于德国战前人口普查）

1945年初，奥得河以东的德国人口估计超过1100万。德国人的第一次大规模逃離是在红军推进后进行的，由苏联暴行驱使的自发逃離和从1944年夏天开始一直持续到1945年春天的有组织的撤离组成。在1945年5月投降之前，奥得河-尼斯线以东约1%（100,000）的德国平民在战斗中丧生。1945年，德国东部领土以及被德国吞并的波兰地区被苏联红军和共产主义波兰军队占领。德国平民也被派往苏联作为“赔偿劳工”。1945年7月，苏联将奥得-尼斯线以东的前德国领土移交给波兰。1945年中期，450到460万德国人留在波兰控制下的领土上，等待与德国举行的最后和平会议，但最终没有举行。
波兰的早期驱逐行动是由苏联支持的波兰共产党军事当局甚至在波茨坦会议之前进行的（“野蛮驱逐”），以确保后来融入一个种族同质的波兰。780万德国人受到影响。与官方宣布必须迅速迁移所谓恢复领土的前德国居民以安置因苏联吞并而流离失所的波兰人相反，这些土地最初面临着严重的人口短缺。
在战争早期，波兰流亡政府并无意占领德国人占多数的西部地区，包括东波美拉尼亚/东勃兰登堡和西里西亚。但战争期间盟国对苏联的妥协导致波兰流亡政府被雪藏，而苏联扶植的波兰政府则接受了将西部边界推进至奥德河-尼斯河一线并将寇松线以东的土地永久让给苏联的协议，这实际上不是波兰自己能够决定的。在这之后，上述三个地区的德国人也被纳入到了驱逐的行列中。
事实上，相当一大部分的东部德国人并非是战后被驱逐的，而是在战争后期为逃离苏军暴行主动撤离的。苏联军队对本国的纳粹合作者以及解放地区的平民都犯下了严重战争罪行，而1945年初德军的溃败将东普鲁士的惨状传播到了后方，德国民众对未来感到绝望和无助，担心自己成为下一个受害者，因此大量逃亡中部和西部。这一点和捷克苏台德地区的德国难民形成了鲜明对比。

## 驱逐
到1946年初，已有932,000人被“证实”为具有波兰国籍。在1946年2月的人口普查中，有2,288,000人被列为德国人，其中417,400人接受了旨在确立国籍的核查。从1946年春天开始，驱逐逐渐变得更有组织，影响了剩余的德国人口。到1950年，3,155,000名德国平民被驱逐，1,043,550人被归化为波兰公民。被认为对波兰经济“不可或缺”的德国人被保留；到1960年，几乎所有德国人都离开了。在波兰、东普鲁士和西里西亚，约有50万名德国人在被驱逐出波兰之前在共产党管理的集中营中被雇用为强迫劳动。除了大型集中营（其中一些是再利用的德国集中营）之外，还建立了许多其他强迫劳动、惩罚性和拘禁营、城市贫民区和有时仅由一个小地窖组成的拘留中心。
波茨坦会议后，波兰正式接管奥得河-尼斯河以东的领土。尽管1945年8月2日签订的波茨坦协议第12条规定“人口转移”应以有序、人道的方式进行，且应在制定出盟军管制委员会批准的驱逐计划后才能开始，但驱逐行动仍继续无规则地进行，并伴有多种犯罪行为。
但1945年德国投降后仍然有相当多的德国人返回了被驱逐地区，比如1945年6月1日之前，约有40万人越过奥得河-尼斯河向东返回，直到苏联和波兰共产党政府关闭了渡河口岸；另有80万人从捷克斯洛伐克进入西里西亚。
各地区通常按村落逐一驱逐德国人口。德国人接到通知后，被命令在当地集市广场集合，然后前往重新安置营（obozy tranzytowe），允许他们带走尽可能多的东西。驱逐期间德国人通过火车向西离开，而波兰流离失所者（如前强迫劳工和苏军驱逐来的其他波兰平民）则从相反方向运送过来。火车被封闭以防止被驱逐者逃跑，因为驱逐通常需要几天甚至几周的时间，在此期间许多老人和年轻人死亡。被驱逐者抵达英国占领区时的状况迫使英国人在1946年4月11日提出正式抗议。

## 波兰人的态度
波兰平民的态度各不相同，许多人在之前的德国占领期间经历过暴行，因此认为驱逐是正当合理的。但有时波兰人也会同情德国人，甚至解放奴隶劳工，保护德国人，例如将他们伪装成波兰人以逃避波兰临时政府和苏联军队的搜查。苏联士兵的态度是矛盾的。许多人犯下了无数暴行，最突出的是强奸和谋杀，并且并不总是区分波兰人和德国人，经常虐待他们。其他苏联人对德国人遭遇的残酷对待感到震惊，并开始保护他们。根据1953年西德委员会的数据，平民死亡人数为200万。然而，1974年德国联邦档案馆估计死亡人数约为400,000（包括从加里宁格勒驱逐出境的受害者）。
总体而言，波兰史学家认为驱逐德国人是合理且正确的，甚至将其描述为“两害相权取其轻”。